# Тарасов, Николай Антонинович
Никола́й Антони́нович Тара́сов (16 июня 1947, Одесса — 2 марта 2025, Южно-Сахалинск) — русский советский и российский прозаик, переводчик, поэт. Ответственный секретарь Сахалинской писательской организации (1988—2025). Почётный гражданин Сахалинской области (2024).

## Биография
Николай Тарасов родился в Одессе в семье военного юриста. Детство провёл в Сибири и на Дальнем Востоке (в Новосибирске, Хабаровске и Уссурийске).
В 1959 году отца перевели в Ташкент. Там до 16 лет начинающий поэт учился в школе № 140 (где также посещал литературный кружок), затем, по примеру старшего брата Андрея, перешёл в вечернюю школу.
Один год отработал на авиационном заводе учеником каменщика-бетонщика, затем учеником слесаря в оружейных мастерских (получив квалификацию слесаря I разряда) и лаборантом в Ташкентской астрономической обсерватории.
Срочную военную службу проходил в 1966—1968 годах в радиотехнических войсках в п. Сокол в Сахалинской области. После демобилизации из армии вернулся в Ташкент, трудился в строительной бригаде.
В 1969 году поступил на заочный факультет Республиканского института русского языка и литературы.
В 1970 году уехал на Сахалин, где продолжил заочное обучение на факультете русского языка и литературы Южно-Сахалинского государственного педагогического института, который окончил в 1974 году.
Жил в Горнозаводске, работал в школе учителем труда, русского языка и литературы, а с 1974 по 1978 год — директором станции юных техников.
В 1979 году переехал в Южно-Сахалинск, где был принят на работу в Обллит (сначала редактором, затем вплоть до 1988 года занимал должность старшего редактора).
В 1974 году был участником зонального семинара молодых писателей Сибири и Дальнего Востока в Иркутске, в 1975 — VI Всесоюзного совещания молодых писателей в Москве.
В 1981 году принят в Союз писателей СССР. С 1988 года Николай Тарасов избирался ответственным секретарём Сахалинской писательской организации (Сахалинское региональное отделение Союза писателей России). Был делегатом учредительного съезда Международного сообщества писательских союзов (1992), семи съездов Союза писателей России.
Являлся членом правления и секретарём Союза писателей России (с 1989). Создатель и руководитель областного литературного объединения «Лира» (с 1997 года).
17 декабря 2024 года удостоен звания «Почётный гражданин Сахалинской области».
Скончался 2 марта 2025 года.

## Творчество
Николай Тарасов начал писать стихи в школьные годы, в Ташкенте, где регулярно публиковался в газетах «Пионер Востока» и «Комсомолец Узбекистана» (а также «Комсомолец Туркменистана»).
Во время воинской службы на Сахалине его стихи печатались в армейских газетах «Суворовский натиск», «На страже Родины» и в молодёжной газете «Молодая гвардия». Как результат, по рекомендации поэта Михаила Финнова он был приглашён на первый областной семинар молодых писателей Сахалина, проходивший в 1967 году в г.Южно-Сахалинске.
Является автором восемнадцати книг стихов и автобиографической прозы, литературным переводчиком эпоса сахалинских нивхов «Поселение бухты Чёрной земли», а также автором стихов к песням на музыку Владимира Комарова в художественных фильмах и телесериалах, снятых киностудиями им. М. Горького, «Мосфильм» и компанией «Всемирные русские студии»:
- «Нам здесь жить» (1982)
- «Обещаю быть» (1983)
- «Импровизация на тему биографии» (1987)
- «Любовь — не картошка» (2013)
- «Всем всего хорошего» (2016)

Стихотворения поэта переводились на чешский, эстонский, немецкий, узбекский, японский языки. Публиковались в журналах «Звезда Востока», «Аврора», «Наш современник», «Сибирские огни», «Байкал», «Дальний Восток», «День и ночь», «Юность», в коллективных сборниках «Сахалин», начиная с 1967 года, в сборниках «Остров», «Бухта Лазурная», «Каменный пояс», в альманахах «Поэзия», «Сахалинский альманах», в поэтических антологиях и других изданиях.

## Личная жизнь
- дети от первого брака: дочь Елена (1967—1999) и сын Антонин (р.1975)
- внуки: Никита, Никос, внучка — Анастасия
- жена: Сафонова, Анна Алексеевна — поэт, прозаик, член Союза писателей России.

## Книги

### Поэзия
- Малиновое лето: стихи. — Южно-Сахалинск: Дальневосточное кн. изд-во. Сахалин. отд-ние, 1973. — 16 с.
- Радость: стихи / Предисл. И. Белоусова; Художник Н. Ким. — Южно-Сахалинск: Дальневосточное кн. изд-во. Сахалин. отд-ние, 1977. — 64 с.
- Обновление: стихи. — М.: Современник, 1980. — 95 с.
- Колодцы: стихи / рец. Н.М. Кабушкин. — Южно-Сахалинск: Дальневосточное кн. изд-во. Сахалин. отд-ние, 1981. — 111 с.
- Дай имя: стихи / Художник В. И. Карнаухов. — Южно-Сахалинск: Дальневосточное кн. изд-во. Сахалин. отд-ние, 1985. — 112 с.
- Безумец, человек обыкновенный: стихи и поэма. — Южно-Сахалинск: Дальневосточное кн. изд-во. Сахалин. отд-ние, 1989. — 111 с. — ISBN 4702010200-40.
- Зимник: Избранная лирика. — Южно-Сахалинск: Сахалинское обл. кн. изд-во, 1989. — 109 с. — ISBN 5-88-453-090-0.
- Под Северной Короной: Стихи. — Южно-Сахалинск, 2002. — 87 с. — ISBN 5-88-453-100-1.
- У Колдун-горы: Избранное (стихи и поэмы) / вступ. статья С. Веднёвой. — Южно-Сахалинск: Сахалинское кн. изд-во, 2005. — 304 с. — ISBN 5-88453-123-0.
- Моя любимая тетрадь: избранная лирика / ред. А. Сафонова. — Южно-Сахалинск: ИРОСО, 2012. — 113 с. — ISBN 978-5-905078-42-2.
- Сон золотой: избранные стихотворения. — Южно-Сахалинск: ИРОСО, 2014. — 73 с. — ISBN 978-5-905-078-97-2.

### Проза
- По велению глупости: мемуар. — Южно-Сахалинск: Сахалин. обл. типография, 2014. — 599 с. — ISBN 978-5-89290-293-9.

В период с 2009 по 2014 все пять частей воспоминаний также вышли отдельными изданиями
- Златоглазый Бакс: рассказы о путешествиях обыкновенных и необыкновенных / художник И. Левитес. — Южно-Сахалинск: Сахалин. обл. типография, 2017. — 196 с. — ISBN 978-5-89290-351-6.

### Переводы
- Санги В.М. Поселение бухты Черной земли: эпос сахалинских нивхов / перевод Н. А. Тарасова. — М.: Смирнова М. А., 2012. — 432 с. — ISBN 978-5-9903899-2-2.

## Награды и премии
- Медаль Пушкина (17 ноября 2007 года) — за заслуги в развитии отечественной культуры и искусства, многолетнюю плодотворную деятельность[15][16].
- Премия Сахалинского комсомола (1980) — за книгу стихов «Обновление»[2].
- Заслуженный работник культуры Сахалинской области.
- Лауреат Сахалинского фонда культуры (2001).
- Лауреат премии губернатора Сахалинской области (2007).
- Лауреат премии журнала «Дальний Восток» (2010).
- Почётный гражданин Сахалинской области (2024)[1].